# Pachycephala griseonota
Pachycephala griseonota là một loài chim trong họ Pachycephalidae.